# Phyllostomus hastatus
Phyllostomus hastatus là một loài động vật có vú trong họ Dơi mũi lá, bộ Dơi. Loài này được Pallas mô tả năm 1767.

## Hình ảnh

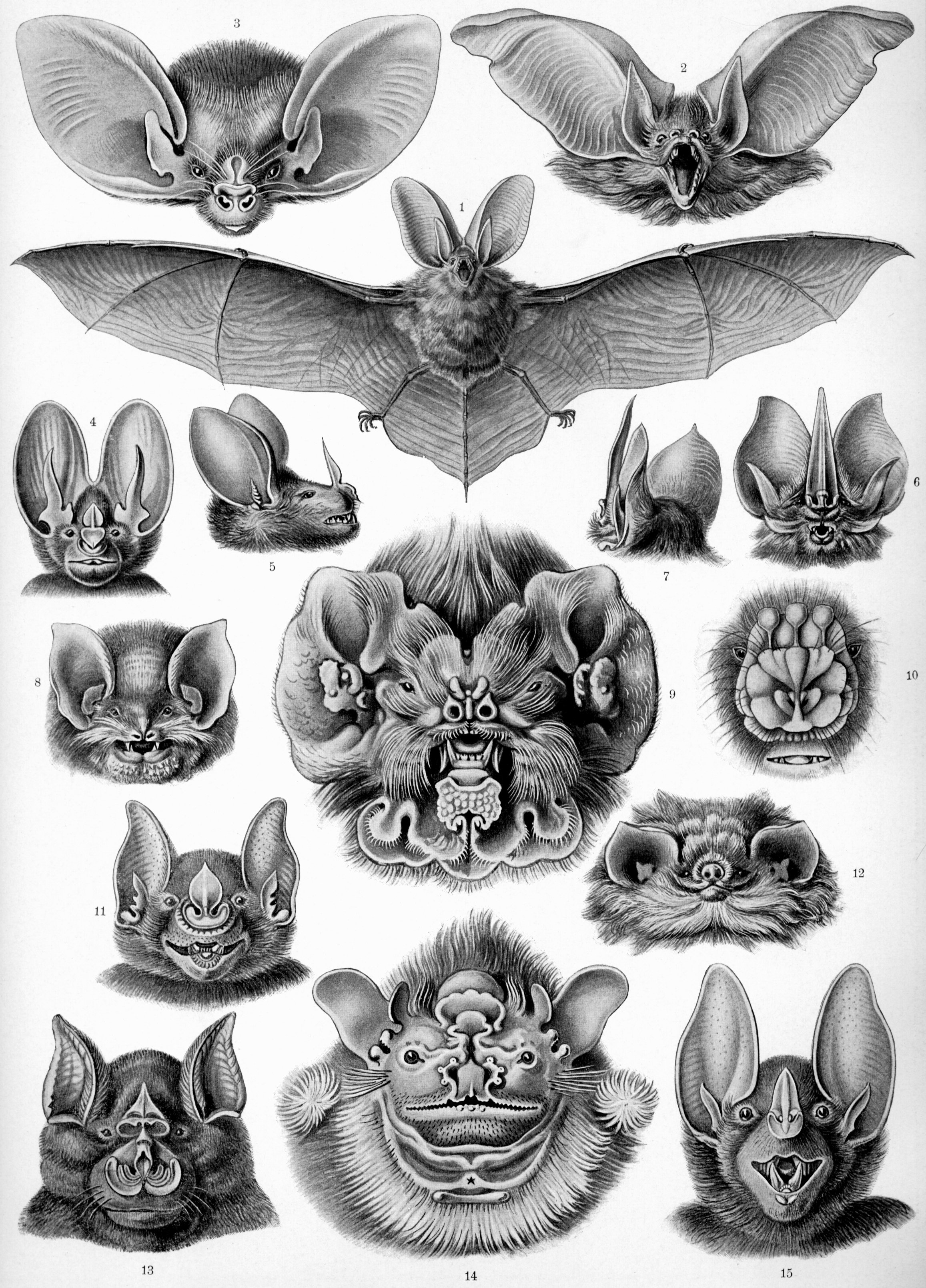
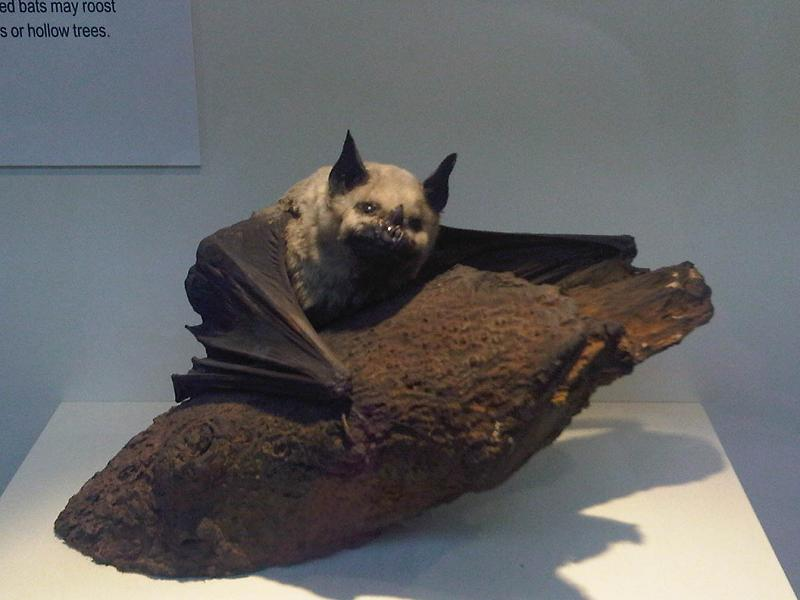
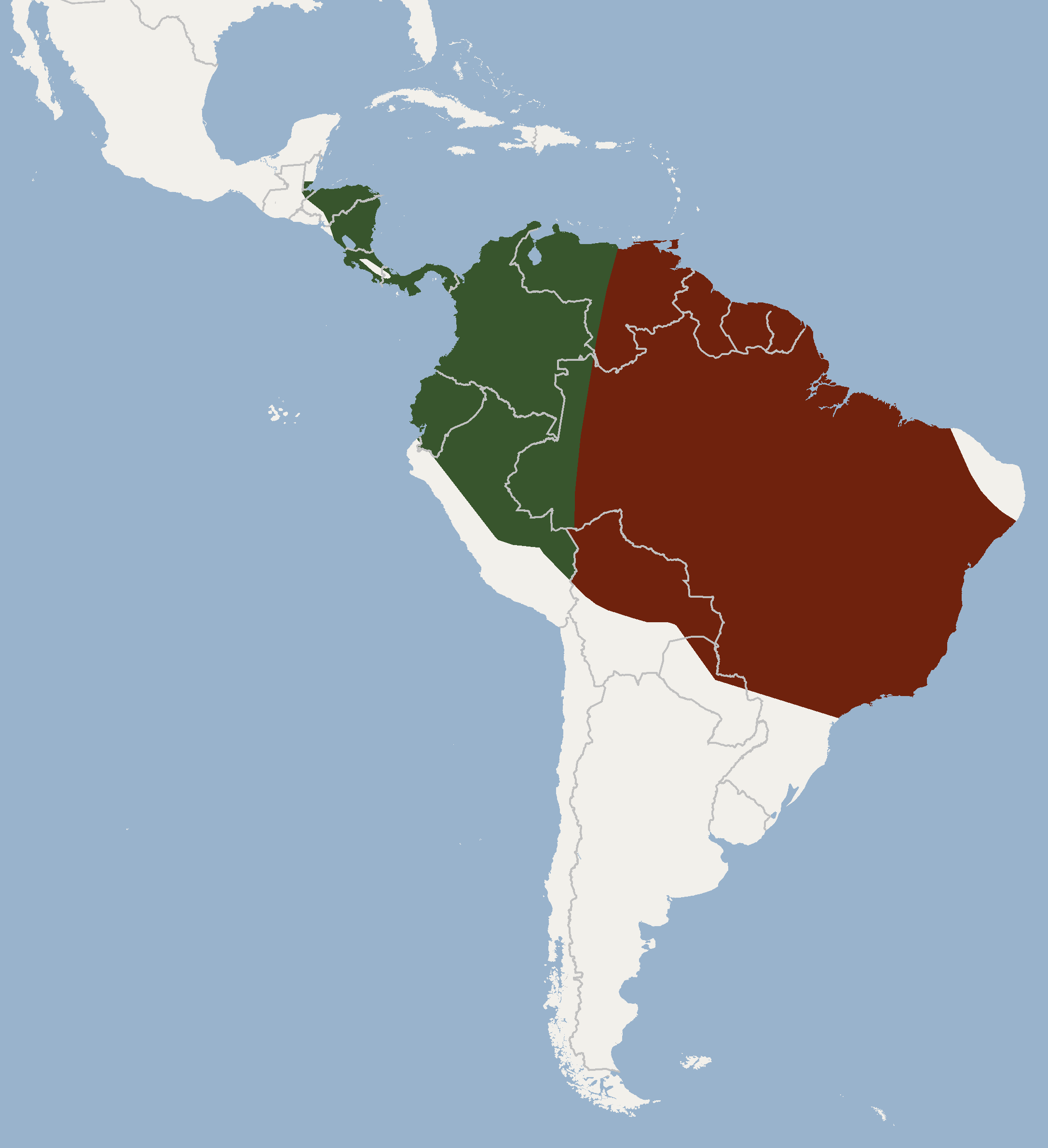
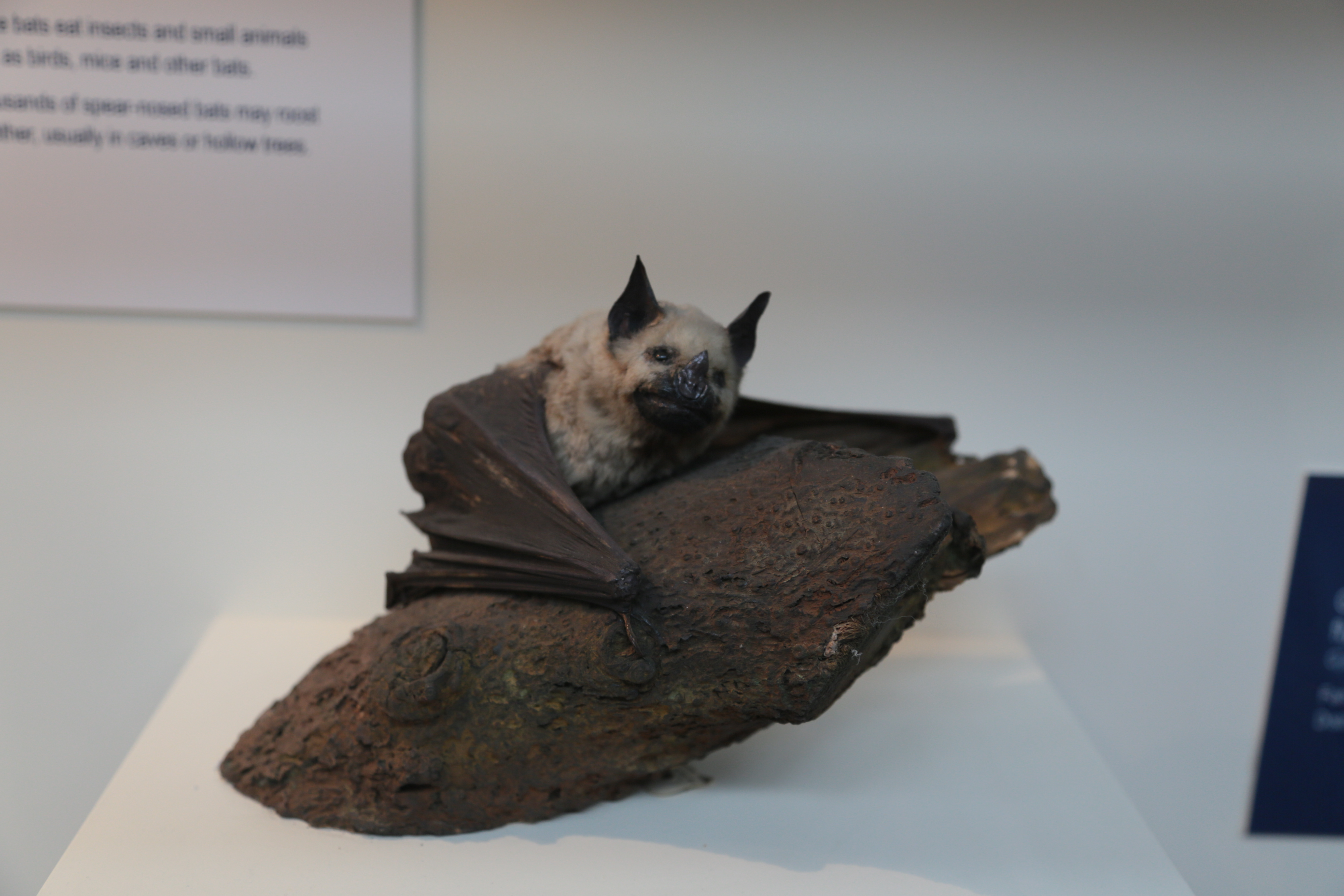